# Bernardo Quesney
Bernardo Quesney (n. 12 de julio de 1989; San Felipe, Chile) es un director chileno de películas y videos musicales. Conocido por ser el director de los videos musicales del dúo Dënver, y también ha dirigido videosclips para Gepe, Javiera Mena y Colombina Parra, entre otros.

## Carrera
Estudió cine en la Universidad Mayor. Con 19 años estrenó su primera película llamada Sed de mar, que se exhibió en el Festival Cine B de Santiago. Su segunda película Efectos especiales fue premiada en el Festival de Cine Digital de Lima. También trabajó como asistente en las películas Mi último round y La jubilada. Su última película Desastres naturales fue escrita en conjunto con Pedro Peirano y contó con la participación de las primeras actrices Amparo Noguera, Catalina Saavedra y Ana Reeves.

## Filmografía

### Películas
| Año  | Título               | Director | Escritor | Productor |
| ---- | -------------------- | -------- | -------- | --------- |
| 2008 | Sed de Mar           | Sí       | Sí       | No        |
| 2011 | Efectos Especiales   | Sí       | Sí       | Sí        |
| 2012 | Réquiem              | No       | No       | Sí        |
| 2014 | Desastres Naturales  | Sí       | Sí       | No        |
| 2024 | Historia y Geografía | Sí       | No       | Sí ·      |

| Año  | Título                     | Rol                                                |
| ---- | -------------------------- | -------------------------------------------------- |
| 2008 | Sed de Mar                 | Guionista, director, director de fotografía, actor |
| 2011 | Efectos Especiales         | Guionista, director, productor, actor              |
| 2012 | Mi último round            | Actor                                              |
| 2012 | Réquiem                    | Productor                                          |
| 2014 | Desastres naturales        | Coguionista, director                              |
| 2015 | Vida sexual de las plantas | Actor                                              |
| 2019 | Ella es Cristina           | Actor                                              |

### Cortometrajes
| Año  | Título                | Rol                    |
| ---- | --------------------- | ---------------------- |
| 2010 | El reflejo del viento | Productor              |
| 2011 | Varada                | Director de fotografía |

### Vídeos musicales
| Año  | Canción                        | Artista                             | Notas                                                |
| ---- | ------------------------------ | ----------------------------------- | ---------------------------------------------------- |
| 2010 | «Música y Discos»              | Nueva Orleans                       | Codirigido con Milton Mahan                          |
| 2010 | «Los Caribes»                  | De Janeiros                         |                                                      |
| 2010 | «Lo que quieras»               | Dënver                              | Codirigido con Milton Mahan / director de fotografía |
| 2010 | «Los adolescentes»             | Dënver                              | Codirigido con Milton Mahan                          |
| 2011 | «Primera estrella» (versión 2) | Javiera Mena                        | Codirigido con Milton Mahan                          |
| 2011 | «Alfabeto»                     | Gepe                                |                                                      |
| 2011 | «Vamos afuera»                 | Wentru                              | También director de fotografía y vestuario           |
| 2011 | «El Arca»                      | La Reina Morsa                      |                                                      |
| 2011 | «Dime qué vas a hacer»         | Reina Republicana                   |                                                      |
| 2012 | «Los días»                     | Templeton                           | Codirigido con Milton Mahan                          |
| 2012 | «Se acabó la miel»             | Elvira López Alfonso + The Martines |                                                      |
| 2012 | «De explosiones y delitos»     | Dënver                              | Codirigido con Milton Mahan / textos                 |
| 2012 | «En la naturaleza (4-3-2-1-0)» | Gepe feat. Pedropiedra              |                                                      |
| 2013 | «Revista de Gimnasia»          | Dënver                              |                                                      |
| 2013 | «Ella»                         | Colombina Parra                     |                                                      |
| 2013 | «Las fuerzas»                  | Dënver                              |                                                      |
| 2014 | «Ocupaciones y Oficios»        | Carmen Sandiego                     |                                                      |
| 2014 | «Para ti»                      | Pedropiedra                         |                                                      |
| 2014 | «Tormenta»                     | Luciana Tagliapietra                | También montaje y postproducción                     |
| 2014 | «Balada de la tristeza»        | Los Mil Jinetes                     | Codirigido con Cristóbal Briceño y Andrés Zanetta    |
| 2014 | «Pavimento»                    | Colombina Parra                     |                                                      |
| 2014 | «Tormenta solar»               | Fakuta                              | También postproducción                               |
| 2014 | «Profundidad de Campo»         | Dënver                              |                                                      |

## Premios y reconocimientos
- Festival Iberoamericano de Cine Digital de Lima 2012: Mejor película por Efectos Especiales[1]
- "Revista de Gimnasia" mejor video del año 2013 según Club Fonograma.[2]
- Festival de Cine Latinoamericano de La Plata 2014: Mejor videoclip por "Revista de Gimnasia"[3]